# Anna Gasserová
Anna Gasserová (* 16. srpna 1991 Villach) je rakouská snowboardistka.
Původně se věnovala sportovní gymnastice, na snowboardu závodí od roku 2010.
Na ZOH 2014 obsadila ve finále slopestyle po pádu desáté místo. Na ZOH 2018 vyhrála olympijskou premiéru disciplíny big air, když v posledním kole předstihla dvojnásobnou olympijskou vítězku ve slopestylu Jamie Andersonovou a stala se první rakouskou olympijskou vítězkou ve snowboardové akrobacii. Ve slopestylové soutěži, kterou ovlivnil silný vítr, skončila v Pchjongčchangu na patnáctém místě.
Je také mistryní světa v Big Airu ze Sierry Nevady z roku 2017. Vyhrála Big Air na světových X Games 2018 a slopestyle na evropských X Games 2017. Ve Světovém poháru vyhrála sedm závodů a v roce 2017 získala Křišťálový glóbus za celkové prvenství. V listopadu 2018 se stala první ženou v historii, která zvládla skok Cab Triple Underflip 1260.
V letech 2017 a 2018 byla zvolena rakouskou sportovkyní roku, v roce 2017 získala ESPY Award v kategorii akčních sportů, byl jí také udělen Korutanský zemský řád.